# Manang Marsyangdi Club
Il Manang Marsyangdi Club è una squadra di calcio di Katmandu. Gioca nel Martyr's Memorial League Tournament, massima divisione del calcio nepalese. Fondato nel 1954, gioca presso il Rangasala Football Stadium.

## Palmarès

### Competizioni nazionali
- Campionati Nazionali: 8

1986, 1987, 1989, 2000, 2003, 2006, 2013-2014, 2018-2019